# Роберт де Пьерпон

Графство Руси на карте Франции 12 века

Роберт де Пьерпон (Robert de Pierrepont) (ок. 1163—1200) — граф де Руси (по правам жены), сеньор де Монтегю и де Пьерпон.
Представитель рода, с начала XI века владевшего сеньорией Пьерпон (сейчас — коммуна в департаменте Эна). Сын Гуго де Пьерпона (ум. 1188/90) и Клеменции де Ретель. По матери — двоюродный брат королевы Констанции Сицилийской, жены императора Генриха VI.
В 1182 году участвовал в войне графа Эно Бодуэна с герцогом Готфридом Брабантским.
В 1183 г. отлучён от церкви епископом Лана за нападение на аббатство Сен-Мартен.
В 1180 или начале 1181 года женился на Эсташии де Руси (р. ок. 1170, ум. 1208/11), дочери графа Гискара де Руси, которая после смерти братьев унаследовала графство Руси и сеньорию Низи-ле-Конт (1196).
Дети:
- Беатрикс
- Жан II де Пьерпон (погиб в бою в 1251), граф де Руси
- Гелисенда
- Аликс
- Елизавета, жена Роберта де Куси, сеньора де Пинон.

Роберт де Пьерпон умер в начале 1200 года. Его вдова Эсташия де Руси вторым браком вышла замуж за Ангерана III де Куси, который был моложе её приблизительно на 10 лет. Но через два или три года они развелись, когда Ангерран нашёл другую богатую невесту — Матильду, вдову графа Перша Жофруа III.